# Mutigny

Mutigny este o comună în departamentul Marne, Franța. În 2009 avea o populație de 235 de locuitori.